# Lars Wärild
Lars Robert Wärild, född 8 juli 1910 i Stockholm, död 4 september 1945 i Köpenhamn, var en svensk målare, tecknare och grafiker.
Han var son till tapetserarmästaren Gustav Oscar Andersson och Ebba Charlotta Wahlstedt och gift med Agnethe Jensen. Wärild arbetade först som dekoratör i Stockholm innan han ändrade inriktning för att bli konstnär. Han studerade konst för Paul Colin i Paris 1931–1932. Därefter spenderade han några år utforska exotiska platser och tog tillfälliga arbeten på olika platser bland annat arbetade han som gigolo i Sydamerika och som utkastare på en restaurang i Panama. Han återvände till Paris 1937 för att utbilda sig till reklamtecknare men efter en kort tid avbröt han studierna för att i stället studera målning för Marcel Gromaire. Han bosatte sig i Köpenhamn 1942 där han följde undervisningen i grafik vid Det Kongelige Danske Kunstakademi. Separat ställde han ut i Grönningen 1940–1941 och minnesutställningar med hans konst visades på Galleri Tokanten i Köpenhamn 1946 och på Galerie Moderne i Stockholm 1947. Som tecknare utförde han färgkritsteckningar för Social-Demokratens söndagsläsning som blev mycket uppskattade av läsarna. Hans konst består av teckningar och stadsbilder från Paris samt landskapsskildringar från Bornholm utförda i olja, akvarell, gouache eller färgkrita. Hans sagobok Anna och Trollet utgavs postumt 1946. 1941 skapar han en logotyp för Danske Grundejeres Brandforsikring G/S i Danmark.